# Erica Rivinoja

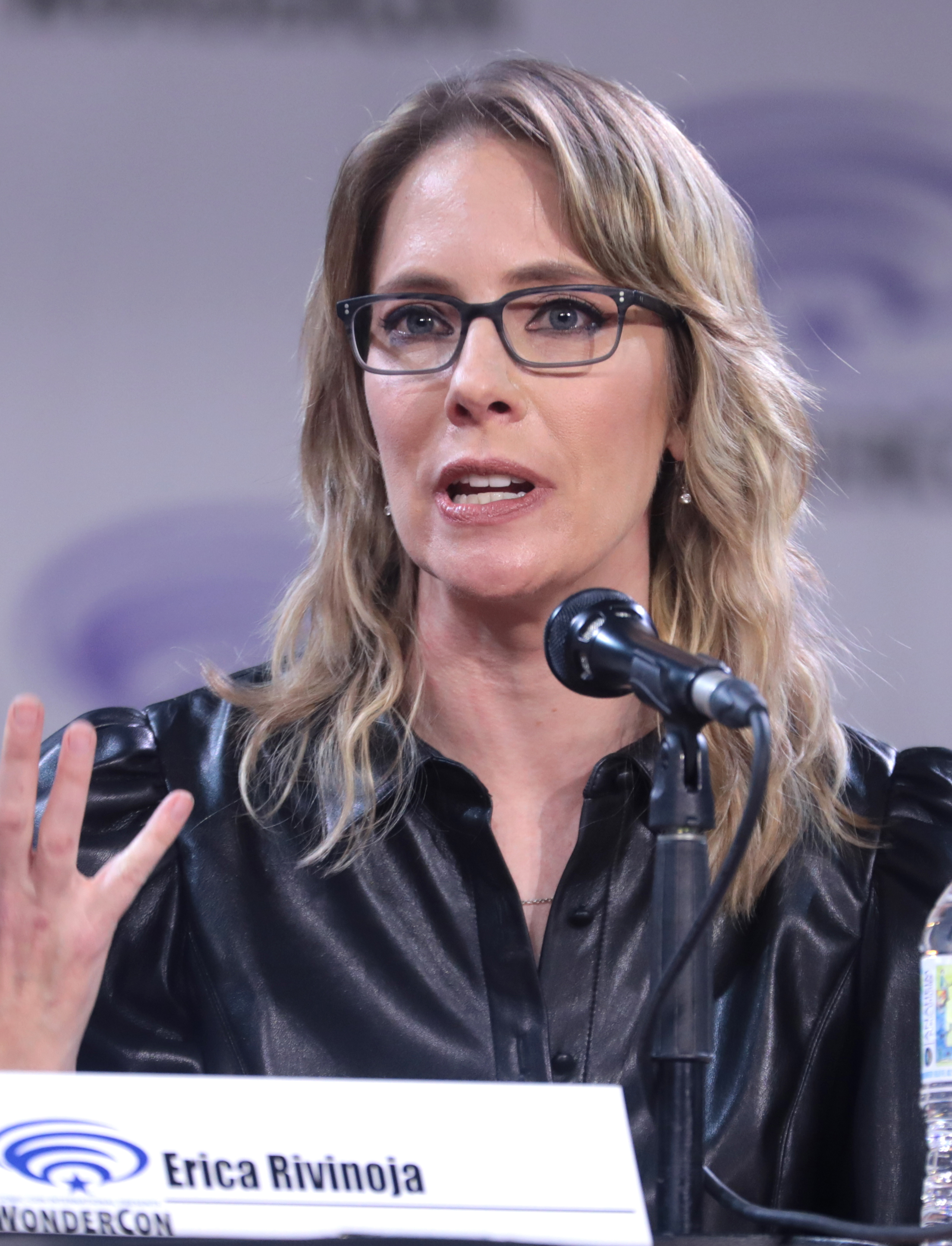
Erica Rivinoja auf der WonderCon (2023)

Erica Rivinoja ist eine Drehbuchautorin und Fernsehproduzentin.

## Karriere
Rivinoja tritt seit den frühen 2000er Jahren als Autorin für Film und vor allem Fernsehen in Erscheinung. Sie gehörte als Staff Writer in den Jahren 2001/2002 dem Drehbuchteam der Serie South Park an. Außerdem war sie als Autorin an mehreren Verleihungen der MTV Movie Awards beteiligt. Weitere Produktionen mit ihrer Beteiligung waren Keine Gnade für Dad (2003 bis 2005), Neighbors from Hell (2010), Up All Night (2011 bis 2012) und The Last Man on Earth (2015 bis 2017). Filme, an deren Drehbüchern sie mitschrieb, waren Extreme Movie (2008) und Wolkig mit Aussicht auf Fleischbällchen 2 (2013). Für die Story-Entwicklung war sie bei Trolls (2016), Girls Trip (2017) und Die Addams Family (2019) mitverantwortlich.
Seit 2004 ist sie als Produzentin in verschiedenen Positionen auch an diversen Fernsehserien beteiligt. Von 2007 bis 2012 gehörte sie zum Produzententeam von South Park, in dieser Zeit wurde sie hierfür zwei Mal mit dem Emmy ausgezeichnet.
Für ihre Mitarbeit am Drehbuch zu Borat Anschluss Moviefilm wurde sie 2021 zusammen mit dem übrigen Drehbuchteam für den Oscar in der Kategorie Bestes adaptiertes Drehbuch nominiert. Ebenfalls 2021 gewann die Gruppe den Writers Guild of America Award.

## Filmografie (Auswahl)
Als Drehbuchautorin
- 2002–2003, 2023–2024: Clone High (Fernsehserie, 5 Episoden)
- 2003–2005: Keine Gnade für Dad (Grounded for Life, Fernsehserie, 6 Episoden)
- 2008: Extreme Movie
- 2010: Neighbors from Hell (Fernsehserie, 5 Episoden)
- 2011–2012: Up All Night (Fernsehserie, 7 Episoden)
- 2013: Wolkig mit Aussicht auf Fleischbällchen 2 (Cloudy With a Chance of Meatballs 2)
- 2014: Bad Teacher (Fernsehserie, Episode 1x05)
- 2015: Marry Me (Fernsehserie, 3 Episoden)
- 2015–2017: The Last Man on Earth (Fernsehserie, 3 Episoden)
- 2020: Borat Anschluss Moviefilm (Borat Subsequent Moviefilm)